# العلاقات الباكستانية الفلسطينية
العلاقات الباكستانية الفلسطينية هي العلاقات الثنائية بين جمهورية باكستان الإسلامية ودولة فلسطين. تملك فلسطين سفارة في إسلام أباد افتُتِحت في 31 يناير عام 2017. تدعم باكستان اقتراح إنشاء دولة فلسطينية مستقلة بشكل كامل. تدهورت العلاقات الثنائية بين باكستان وإسرائيل بشكل مستمر على مدى السنوات القليلة الماضية، وذلك تبعًا لموقف باكستان المؤيد للفلسطينيين. صرح الرئيس السابق مشرف بأن باكستان ستعترف بإسرائيل فور الاعتراف بدولة فلسطين دوليًا. تقدم باكستان مساعدات غذائية وغير غذائية للسلطة الفلسطينية بشكل مستمر.

## التاريخ
تربط باكستان والفلسطينيون علاقة سياسية وثيقة للغاية.
تلقت البعثة الدبلوماسية الإسرائيلية في واشنطن، خلال حرب فلسطين عام 1948 (1947-1949)، معلومات تفيد بأن باكستان كانت تحاول تقديم مساعدة عسكرية للعرب، بما في ذلك شائعات عن إرسال كتيبة باكستانية إلى فلسطين للقتال في صفها. اشترت باكستان 250,000 بندقية من تشيكوسلوفاكيا كانت مخصصة للعرب على الأرجح. أصبح من المعروف أيضًا شراء باكستان لثلاث طائرات من إيطاليا للمصريين.
شارك سلاح الجو الباكستاني في حربي عام 1967 و‌1973 بين العرب وإسرائيل، وأسقط الطيارون الباكستانيون بطائرات أردنية وسورية بعض الطائرات الإسرائيلية. أُخِذ خمسين متطوعًا باكستانيًا يخدمون في منظمة التحرير الفلسطينية سجناءً من قبل الإسرائيليين في معركة عام 1982 بين إسرائيل ومنظمة التحرير الفلسطينية. وقعت باكستان ومنظمة التحرير الفلسطينية اتفاقية لتدريب ضباط منظمة التحرير الفلسطينية في المؤسسات العسكرية الباكستانية بعد حرب عام 1973. أقامت باكستان ومنظمة التحرير الفلسطينية علاقات وثيقة. اعتُرِف بمنظمة التحرير الفلسطينية بأنها الممثل الشرعي الوحيد للفلسطينيين في القمة الإسلامية في لاهور في فبراير عام 1974.
اتُفِق على ذلك بعد ستة أشهر في القمة العربية في الرباط. حصلت بعثات منظمة التحرير الفلسطينية في كراتشي وإسلام آباد (عاصمة باكستان منذ عام 1960) على اعتراف دبلوماسي كامل في عام 1975. دعمت باكستان وصوتت لصالح قرار الجمعية العامة للأمم المتحدة 3379 في عام 1975 أيضًا، والذي ساوى الصهيونية بالعنصرية (أُلغي هذا القرار فيما بعد بالقرار 4686، ولكن باكستان صوتت ضد ذلك).
نُظِّمت مسيرات مؤيدة لمنظمة التحرير الفلسطينية في باكستان خلال الانتفاضة الفلسطينية الأولى التي بدأت في عام 1987، وأرسلت الحكومة إلى المنظمة المواد الغذائية والطبية.
اعترفت باكستان بدولة فلسطين في 16 نوفمبر عام 1988، بعد إعلان الاستقلال الفلسطيني في 15 نوفمبر عام 1988، وأقامت علاقات دبلوماسية كاملة معها بحلول نهاية عام 1989.
دعا الرئيس الباكستاني برويز مشرف العالم إلى قبول اختيار الشعب الفلسطيني وواقعه، وعدم إغلاق الأبواب أمام هذا الشعب، وذلك بعد الانتخابات التشريعية الفلسطينية في يناير عام 2006.

## زيارات ثنائية
ذهب الرئيس الفلسطيني محمود عباس بزيارة رسمية إلى باكستان في عام 2005 خلال جولته في آسيا. التقى خلال إقامته في إسلام آباد برويز مشرف الذي كان رئيسًا لباكستان في ذلك الوقت، ورئيس الوزراء آنذاك شوكت عزيز ورئيس مجلس الشيوخ الباكستاني محمد ميان سومورو. أجرى خلال الاجتماع محادثات سياسية مع القادة الباكستانيين بشأن الوضع الحالي في الشرق الأوسط وعملية السلام بين السلطة الفلسطينية وإسرائيل. ناقش أيضًا التطورات في الأراضي المحتلة والجهود الدولية المبذولة حتى الآن لتحقيق السلام في المنطقة، وتنفيذ الاتفاقات ذات الصلة بالإضافة إلى الدعم الذي تقدمه باكستان للسلطة الفلسطينية. قال عباس، عند مغادرته باكستان، إنه يؤيد حق الفلسطينيين في تقرير مصيرهم، وتضامن العالم العربي مع الباكستانيين ضد الاحتلال الإسرائيلي لفلسطين، وشكر مشرف وشعب باكستان على دعمهم المستمر والمخلص للقضية الفلسطينية.
زار الرئيس الفلسطيني محمود عباس باكستان ثلاث مرات، ودعمت باكستان إنشاء دولة فلسطين على حدود ما قبل حرب 1967.
زار وزير الخارجية الفلسطيني محمود الزهار باكستان في حزيران عام 2006، وشكر باكستان لدعمها حقوق الشعب الفلسطيني، وتلقى أيضًا مساعدة بملايين الدولارات من الحكومة الباكستانية. 

## تبادل السفراء
في 17 يوليو 2008، تقبل الرئيس الفلسطيني محمود عباس أوراق اعتماد محمد اختر طفيل سفير باكستان لدى الأردن سفيرًا غير مقيم لدى دولة فلسطين. لم تمنح إسرائيل تصريح دخول للسفير طفيل للدخول إلى الأراضي الفلسطينية.
في 1 مارس 2023، تسلّم الرئيس الفلسطيني محمود عباس في مقر السفارة الفلسطينية بالأردن أوراق اعتماد سّجاد علي خان سفيرًا غير مقيم لجمهورية الباكستان الإسلامية لدى دولة فلسطين.

## فيضانات باكستان 2022
منذ يونيو 2022، تسببت الفيضانات الناجمة عن الأمطار الموسمية وذوبان الأنهار الجليدية في باكستان في مقتل ما لا يقل عن 1,569 شخصًا. أعلنت باكستان حالة الطوارئ في 25 أغسطس بسبب الفيضانات.
في 28 أغسطس 2022، أعلنت الرئاسة الفلسطينية إطلاقها حملة تبرعات شعبية لضحايا الفيضانات إضافة إلى إرسال بعثة طبية فلسطينية مشتركة بين وزارة الصحة والهلال الأحمر والدفاع المدني.
في 17 سبتمبر 2022، وصل فريق دولة فلسطين للتدخل والاستجابة العاجلة إلى باكستان، حيث عمل حتى 24 سبتمبر 2022 بتقديم المساعدة الإغاثية والإنسانية في مقاطعة دير إسماعيل خان، في إقليم خيبر بختون.

## وصلات خارجية
- State visit: Palestinian president to meet Zardari today